# Ножан-сюр-Сен (округ)
Округ Ножан-сюр-Сен (фр. Arrondissement de Nogent-sur-Seine) — округ у Франції, в департаменті Об. 2023 року округ об'єднував 79 муніципалітетів, населення становило 54 063 особи.
Адміністративний центр (супрефектура) — Ножан-сюр-Сен.

## Муніципалітети
Список муніципалітетів округу та їхні коди INSEE:
1. Аван-ле-Марсії (10020)
2. Авон-ла-Пез (10023)
3. Барбюїз (10031)
4. Берсене-ле-Ає (10038)
5. Бессі (10043)
6. Буї-сюр-Орвен (10057)
7. Булаж (10052)
8. Бурдене (10054)
9. Валлан-Сен-Жорж (10392)
10. Віапр-ле-Петі (10408)
11. Вілладен (10410)
12. Вільнокс-ла-Гранд (10420)
13. Гюмері (10169)
14. Дру-Сен-Баль (10131)
15. Дру-Сент-Марі (10132)
16. Дьєрре-Сен-Жульєн (10124)
17. Етрель-сюр-Об (10144)
18. Ешемін (10134)
19. Желанн (10164)
20. Крансе (10114)
21. Курсруа (10106)
22. Ла-Вільнев-о-Шатело (10421)
23. Ла-Лутьєр-Тенар (10208)
24. Ла-Мотт-Тії (10259)
25. Ла-Сольсотт (10367)
26. Ла-Фосс-Кордюан (10157)
27. Ле-Гранд-Шапель (10166)
28. Ле-Меріо (10231)
29. Лонгвіль-сюр-Об (10207)
30. Мариньї-ле-Шатель (10224)
31. Марне-сюр-Сен (10225)
32. Марсії-ле-Ає (10223)
33. Мегриньї (10234)
34. Мезьєр-ла-Гранд-Паруасс (10220)
35. Меній-Сен-Лу (10237)
36. Мері-сюр-Сен (10233)
37. Монпотьє (10254)
38. Ножан-сюр-Сен (10268)
39. Орвільє-Сен-Жульєн (10274)
40. Ориньї-ле-Сек (10271)
41. Оссе-ле-Труа-Мезон (10275)
42. Пар-ле-Ромії (10280)
43. Периньї-ла-Роз (10284)
44. Плансі-л'Аббеї (10289)
45. Плессі-Барбюїз (10291)
46. Пон-сюр-Сен (10298)
47. Прем'єрфе (10305)
48. Прюне-Бельвіль (10308)
49. Пуї-сюр-Ванн (10301)
50. Реж (10316)
51. Риньї-ла-Ноннез (10318)
52. Рії-Сент-Сір (10320)
53. Ромії-сюр-Сен (10323)
54. Сав'єр (10368)
55. Салон (10365)
56. Сен-Ілер-су-Ромії (10341)
57. Сен-Лу-де-Бюффіньї (10347)
58. Сен-Люп'ян (10348)
59. Сен-Мартен-де-Боссене (10351)
60. Сен-Мемен (10353)
61. Сен-Нікола-ла-Шапель (10355)
62. Сен-Флаві (10339)
63. Сент-Обен (10334)
64. Сент-Ульф (10356)
65. Соліньї-лез-Етан (10370)
66. Транко (10383)
67. Тренель (10382)
68. Фе-ле-Марсії (10146)
69. Ферре-Кенсе (10148)
70. Фо-Вільсер (10145)
71. Фонтен-ле-Грес (10151)
72. Фонтен-Макон (10153)
73. Фонтене-де-Боссері (10154)
74. Шамфлері (10075)
75. Шапель-Валлон (10082)
76. Шармуа (10085)
77. Шарні-ле-Башо (10086)
78. Шатр (10089)
79. Шошиньї (10090)